# Hijenski vuk
Hijenski vuk (lat. Proteles cristata), sisavac iz porodice hijena. Jedina je vrsta u rodu Proteles koja živi po šikarama istočne i južne Afrike.
Hijnski vuk nalikuje malenoj hijeni. Žućkasto smeđe je boje s nekoliko okomitih crnih pruga. Odrasla jedinka ima dužinu od 65 do 80 cm od nosa do repa i teži između 8 i 12 kg.  
Kako se hrani termitima stanište mu je ograničeno samo na područje koje obiluje s dvije vrste termita kojima se hrani. Svojim zubima nije u stanju čak ni žvakati meso, osim miševa, malih ptica i jaja.